# Kameno pole
Kameno pole (bułg. Камено поле) – wieś w północnej Bułgarii, w obwodzie Wraca, w gminie Roman, nad Ryczenem. Według danych Narodowego Instytutu Statystycznego w Bułgarii, 31 grudnia 2011 roku wieś liczyła 680 mieszkańców.
Na terenach dzisiejszego Kamena pola archeolodzy znaleźli ślady osadnictwa ludzkiego sprzed 40 000 lat. W miejscowości odkryto także trackie tumulusy. Na skraju wsi znajduje się cerkiew, gdzie, według legendy, pod jej fundamentami Iwan Asen II ukrył swoje złoto. Święty sobór odbywa się corocznie 22 marca.
Wokół Kamena pola znajdują się jaskinie. Tutejsze formacje skalne są pomnikami przyrody.